# Liste der belgischen Botschafter in Deutschland

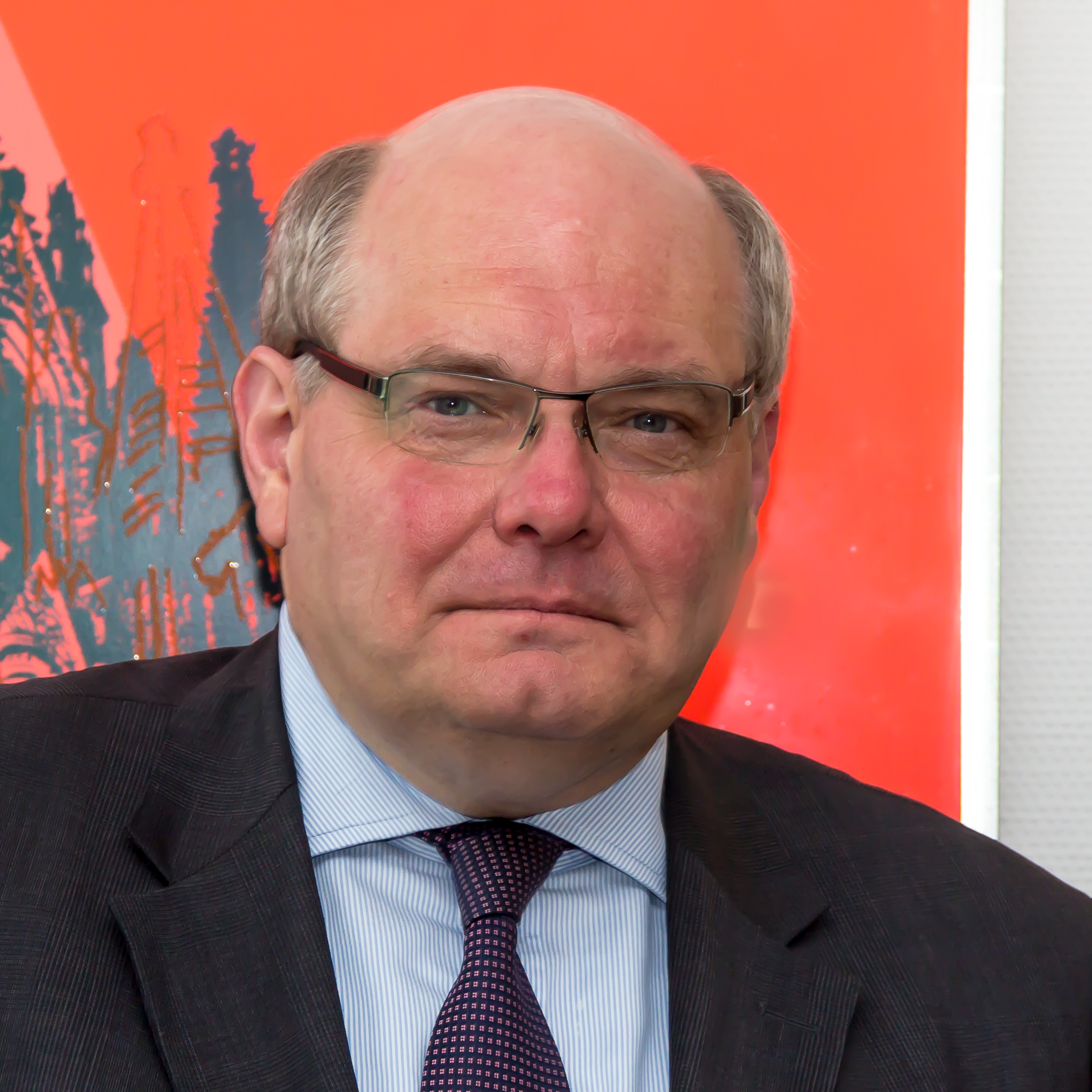
Botschafter Ghislain D’hoop, 2014–2018

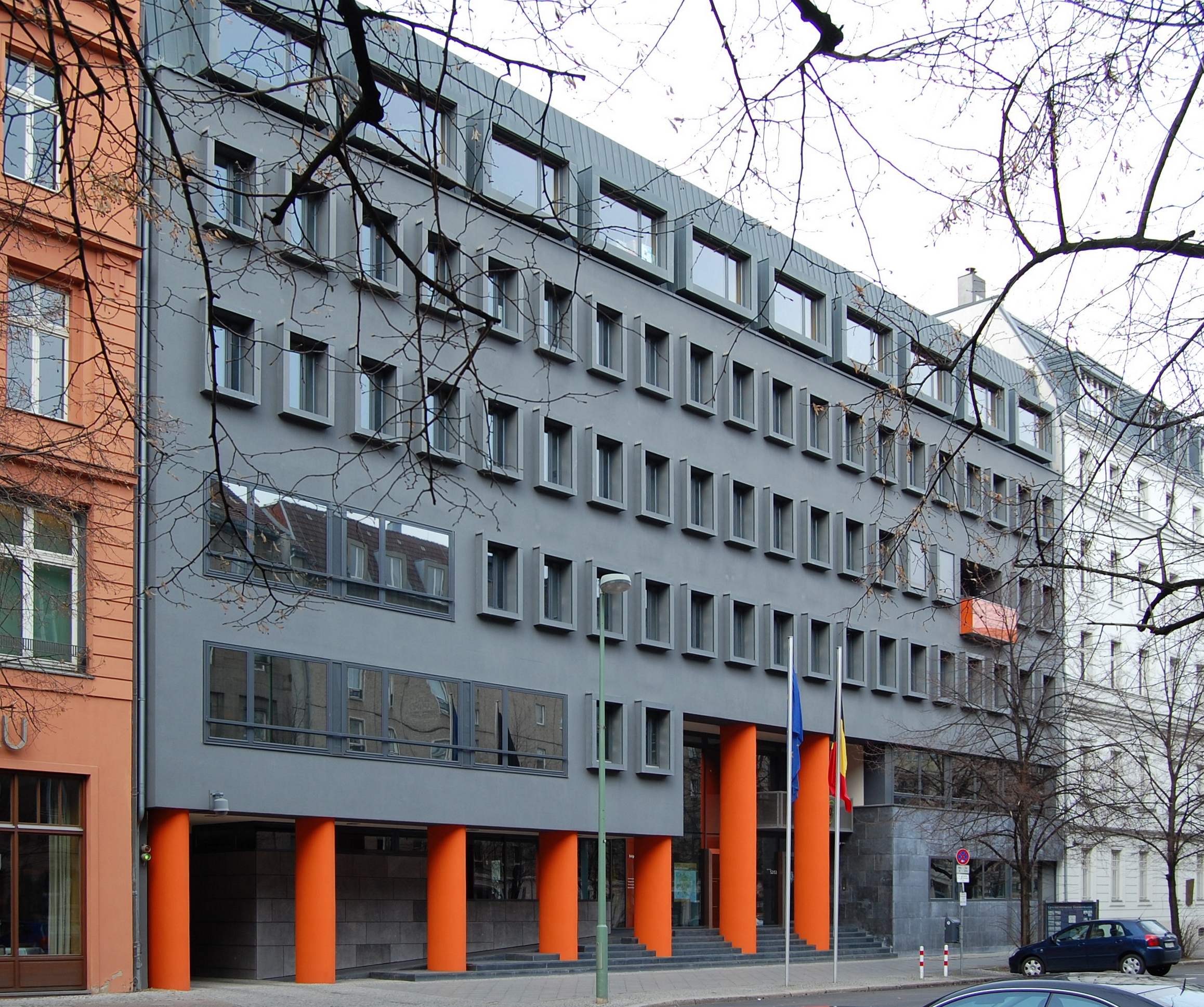
Belgische Botschaft in der Berliner Jägerstraße (2008)

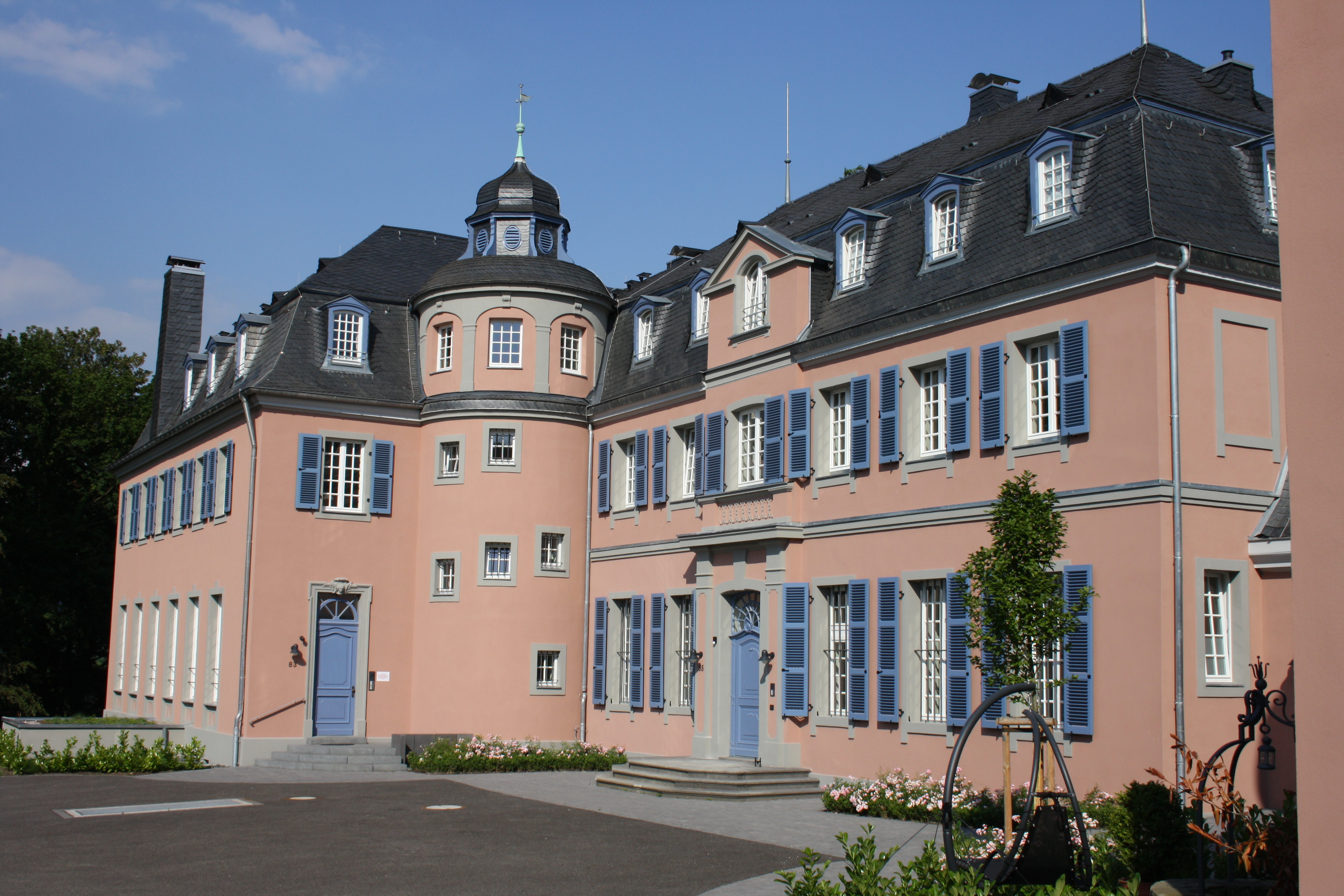
Kommende Muffendorf in Bad Godesberg, 1953–1999 Residenz des belgischen Botschafters

Dies ist eine Liste der belgischen Botschafter in Deutschland.

## Botschafter

### Gesandte beimDeutschen Bund
Belgische Gesandte beim Bundestag des Deutschen Bund in Frankfurt am Main.
1840: Aufnahme diplomatischer Beziehungen
- 1840–1841: Jean-Baptiste Nothomb (1805–1881)
- 1841–1843: unbesetzt
- 1843–1853: Camille de Briey (1799–1877)
- 1855–1858: Aldephonse Alexandre Félix du Jardin (1796–1870)
- 1858–1866: Napoléon Alcindor Beaulieu (1805–1872)

1866: Auflösung der Gesandtschaft

### Gesandte imDeutschen Reich
1871: Aufnahme diplomatischer Beziehungen
- 1871–1881: Jean-Baptiste Nothomb (1805–1881)
- 1888–1914: Jules Greindl (1835–1917)

1914–1920: Unterbrechung der Beziehungen
- 1920–1924: George della Faille de Leverghem (1869–1944)
- 1924–1932: Robert Everts (1875–1942)
- 1933–1934: unbesetzt
- 1934–1935: Hervé de Gruben (1894–1967)
- 1935–1940: Jacques-Henri-Charles-François Davignon (1887–1965)

1940: Abbruch diplomatischer Beziehungen

### Botschafter in der BundesrepublikDeutschland
1949: Aufnahme diplomatischer Beziehungen
- 1949–1953: Louis de Scheyven (1904–)
- 1953–1959: Hervé de Gruben (1894–1967)
- 1959–1965: Remi Baert (1903–1965)
- 1965–1968: Walter Loridan (1909–1997)
- 1968–1969: Claude Ruelle (* 1923)
- 1970–1975: Constant Schuurmans (1914–2003)
- 1975–1982: Theo De Dobbeleer
- 1982–1988: Michel van Ussel (* 1928)
- 1988–1997: Georges Vander Espt
- 1997–2002: Dominique Struye de Swielande (1947–2015)
- 2002–2006: Lode Willems (* 1948)
- 2006–2011: Marc Geleyn (* 1944)
- 2011–2014: Renier Nijskens (* 1949)
- 2014–2018: Ghislain D’hoop (* 1958)
- 2018–2019: Willem Van de Voorde (* 1964)
- 2020–2024: Geert Muylle (* 1962)
- 2024–0000: Piet Heirbaut (* 1971)

## Gesandte in deutschen Staaten vor 1871

### Gesandte inBayern
Auch akkreditiert im Großherzogtum Baden (1867–1872) und im Königreich Württemberg (1867–1872)
1850: Aufnahme diplomatischer Beziehungen
- 1866–1867: Napoléon Alcindor Beaulieu (1805–1872)
- 1867–1869: Gabriel Auguste van der Straten-Ponthoz (1812–1900)
- 1869–1872: Jules Greindl (1835–1917)

1872: Auflösung der Gesandtschaft

### Gesandte bei denHansestädten
Auch akkreditiert in den Königreichen Dänemark und Hannover (1839–1845) und den Herzogtümern beider Mecklenburg (1841–1845).
1839: Aufnahme diplomatischer Beziehungen
- 1839–1840: Albert Goblet d’Alviella (1790–1873)
- 1841–1845: Aldephonse Alexandre Félix du Jardin (1796–1870)

1845: Gesandtschaft nach Kopenhagen verlegt

### Gesandte inPreußen
Auch akkreditiert im Herzogtum Braunschweig (1866–1914), im Herzogtum Sachsen-Meiningen (1866–1914) im Großherzogtum Sachsen-Weimar-Eisenach (1845–1914).
1833: Aufnahme diplomatischer Beziehungen
- 1833–1834: Moritz von Mercy (–1872)
- 1835–1838: Joseph Franz Baillet von Latour (1787–1864)
- 1839–1840: Napoléon Alcindor Beaulieu (1805–1872)
- 1841–1845: Jean-Pierre-Christine Willmar (1790–1858)
- 1845–1871: Jean-Baptiste Nothomb (1805–1881)

Ab 1867: Gesandter im Norddeutschen Bund, ab 1871: Gesandter im Deutschen Reich (siehe oben)